# Murray Rothbard
Murray Newton Rothbard (ur. 2 marca 1926, zm. 7 stycznia 1995) – amerykański ekonomista, profesor ekonomii, historyk oraz teoretyk polityczny, który wniósł wkład w rozwój nauk ekonomicznych, filozofii politycznej (w szczególności w zakresie libertarianizmu), historii finansów oraz teorii prawa. Przyczynił się do rozwoju i poszerzenia znaczenia ekonomicznej szkoły austriackiej – bazującej na wcześniejszych, pionierskich pracach Ludwiga von Misesa. W drugiej połowie XX wieku Rothbard zdobył pozycję głównego teoretyka tego nurtu, podejmując tematykę historyczną taką jak wielki kryzys z roku 1929 czy dzieje amerykańskiej bankowości z pozycji szkoły austriackiej.
Rothbard łączył poglądy na ekonomię z punktu widzenia tego nurtu z oddaniem dla idei indywidualnej wolności. Rozwinął syntezę, która łączyła elementy wywodzące się z myśli XIX-wiecznych amerykańskich anarcho-indywidualistów: Lysandera Spoonera czy Benjamina Tuckera z poglądami szkoły austriackiej. W rezultacie powstała nowa filozofia polityczna, a Rothbard przeszło 45 lat wykazywał się ogromną energią intelektualną, by rozwijać i promować własny styl libertarianizmu. Te wysiłki doprowadziły go do zdobycia pozycji jednego z głównych amerykańskich intelektualistów wypowiadających się w sferze publicznej.
Rothbard popierał przeciwstawianie się kontroli rządu, którą uważał za represyjną, nad gospodarką poprzez budowę austriackiej koncepcji samoorganizacji, poparcia dla wolnego rynku w emisji pieniędzy oraz potępienia dla centralnego planowania. Uważał, że władza rządowego monopolu jest w dłuższej perspektywie największym zagrożeniem dla wolności i dobra całej populacji, nazywając państwo „wypisanym dużymi literami bandyckim gangiem” – źródłem niemoralnych, pazernych i pozbawionych skrupułów członków społeczeństwa.
Rothbard wnioskował, że wszystkie usługi zapewniane przez państwowe monopole mogą być o wiele efektywniej dostarczane przez sektor prywatny. Uważał, że wiele regulacji i praw wprowadzanych w interesie publicznym służyło przejęciu władzy przez urzędników państwowych, tworzących niebezpieczną autokrację i niebędących obiektem kontroli ze strony rynku oraz obywateli. Konkurencja mogłaby powściągnąć chciwość i zapatrzenie we własne korzyści na rzecz potrzeby wytwarzania dóbr i usług, za które obywatele chcieli w danym momencie zapłacić.
Na równi z powyższym, ekonomista potępiał państwowy korporacjonizm. Krytykował wiele przypadków przejmowania rządowych monopoli przez biznesowe elity, które mogły dzięki temu oddziaływać na prawo i politykę dotyczącą regulacji w sposób zapewniający im korzyści kosztem ich konkurentów.
Uzasadniał, że opodatkowanie stanowiło przymusową kradzież na ogromną skalę, a „obowiązkowy monopol na stosowanie siły” uniemożliwia zaopatrywanie w usługi związane z obronnością i sądownictwem przez bardziej efektywnych, dobrowolnie rywalizujących dostawców. Rothbard uważał, że bankowość centralna oraz cząstkowe rezerwy bankowe w połączeniu z monopolem pieniądza fiducjarnego są formą sponsorowanego przez państwo, zalegalizowanego finansowego oszustwa, które według libertariańskich zasad i etyki jest niemoralne. Przeciwstawiał się militarnej, politycznej oraz ekonomicznej ingerencji w sprawy innych narodów.

## Życiorys

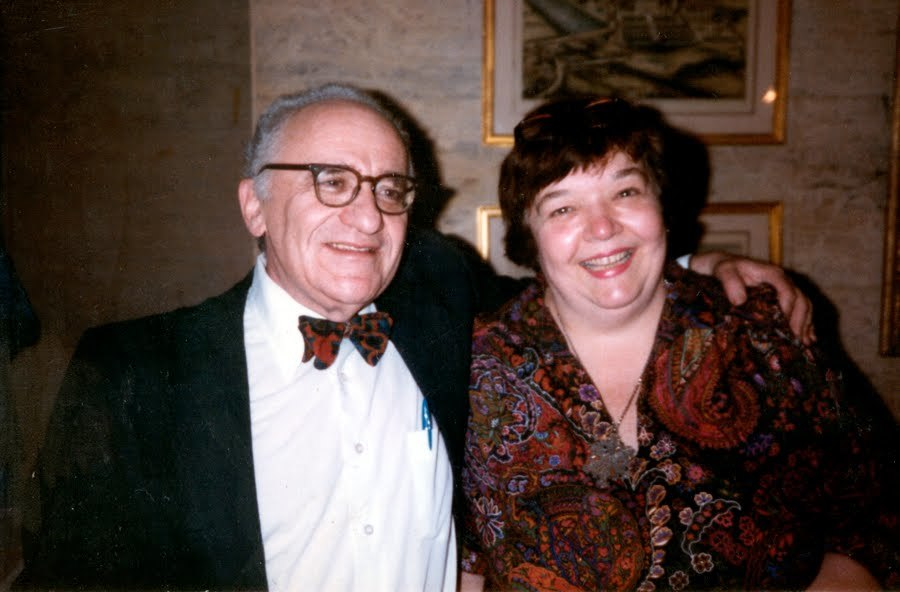
Rothbard ze swoją żoną JoAnn

Murray Rothbard urodził się 2 marca 1926 roku w Bronksie (Nowy Jork) w pochodzącej z Polski żydowskiej rodzinie Davida i Rae Rothbardów. Swoją aktywność polityczną zaczął, w 1948 r., od udziału w kampanii wyborczej na stanowisko prezydenta Storma Thurmonda, ówczesnego gubernatora Północnej Karoliny, opierającego swoją kampanię o wspieranie segregacji rasowej i zwalczanie ruchu praw obywatelskich.  16 stycznia 1953 ożenił się z Joan Schumacher, którą nazywał swoją „nieodzowną podstawą”. Jako dziecko osiągał dobre wyniki w nauce, studiując później na Uniwersytecie Columbia, gdzie specjalizował się w matematyce i ekonomii.  Biorąc udział w kursie z teorii gier prowadzonym przez George’a Stiglera, natknął się na argumenty przeciw popularnym[według kogo?] wówczas odgórnym regulacjom cen. 

### Ekonomista
Wizyty w centrali Fundacji na rzecz Edukacji Ekonomicznej (ang. Foundation for Economic Education) umożliwiły mu spotkanie z Ludwigiem von Misesem, który wzbudził w nim zainteresowanie leseferystyczną ekonomią. Ogromne wrażenie wywarła na nim, wydana w 1949 roku, praca Misesa Ludzkie działanie. Od tego momentu stał się prakseologiem, uznając że w traktacie Misesa znajdowała się spójna i wnikliwa obrona gospodarki wolnorynkowej. Stał się aktywnym członkiem seminarium Misesa na Uniwersytecie Nowojorskim. W międzyczasie kontynuował swoje studia magisterskie na uniwersytecie Columbia, przygotowując się do rozpoczęcia studiów doktoranckich. Jego promotorem był historyk ekonomii Joseph Dorfman. Rothbard otrzymał stopień magistra w 1956 roku na podstawie pracy pod tytułem „Panika roku 1819”, którą potem rozwinął i wydał jako „Panika roku 1819: Reakcje i polityka”.
Pogłębiając swoją wiedzę na temat leseferyzmu natrafił na dylemat. Uznał że argumenty za dobrami i usługami dostarczanymi przez rynek były kompleksowe, a w związku z tym, zaczął zastanawiać się czy usługi związane z ochroną obywateli i obronnością państwa powinny być dostarczane przez rynek.

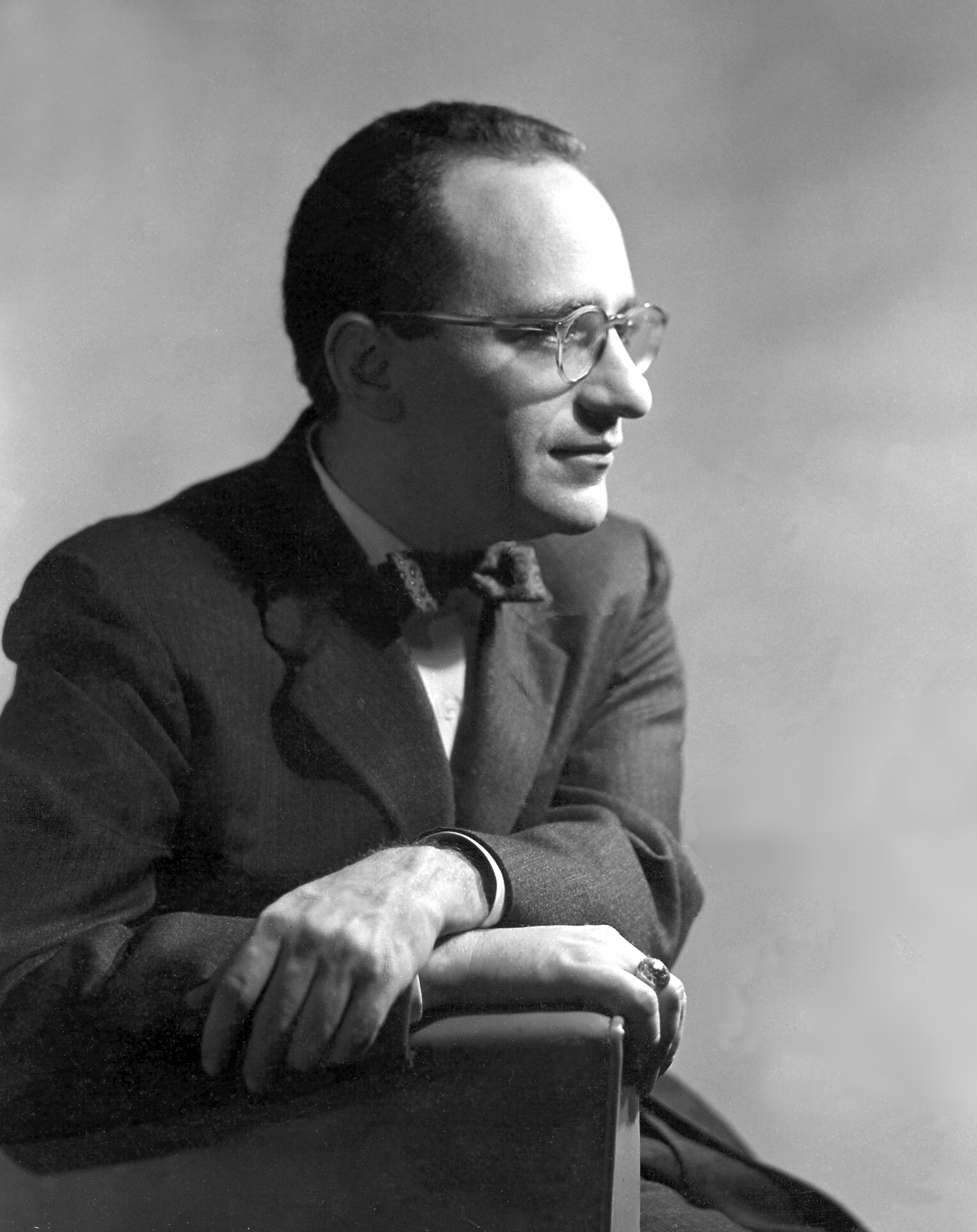
Rothbard w latach 50.

Rothbard wkrótce przyciągnął uwagę Fundacji Williama Volkera (ang. William Volker Fund), głównej grupy wspierającej badaczy reprezentujących klasyczny liberalizm w latach 50. i wczesnych 60. Rozpoczął projekt mający na celu napisanie podręcznika tłumaczącego Ludzkie działanie w sposób przystępny dla studentów; próbny rozdział na temat pieniądza i kredytu zdobył aprobatę Misesa. Z czasem zmienił cel projektu, a w jego rezultacie powstała książka Man, Economy, and State (1962), która stała się centralną pozycją austriackiej szkoły ekonomicznej.
Rothbard był całkowicie zgodny co do wnioskowań Misesa dotyczących całej ekonomii począwszy od aksjomatu o działaniu połączonego z kilkoma subsydiarnymi postulatami. Przeprowadził jednak bardziej pogłębioną niż Mises dedukcję i w rezultacie wniósł główny teoretyczny wkład w innowacje w prakseologii. Pokazywał, że socjalistyczny argument kalkulacyjny odnosi się nie tylko do gospodarki kontrolowanej przez państwo, ale także do pojedynczej prywatnej firmy, która także należy do całej gospodarki. Połączył również teorię renty Franka Fettera z austriacką teorią kapitału. Uzasadniał, że cena ustalana przez monopol nie istnieje na wolnym rynku. Krytykował także ekonomię w wydaniu Keynesa oraz przewidział wiele konsekwencji hipotezy racjonalnych oczekiwań, rozwijanej przez Roberta Lucasa, za którą Robert otrzymał później m.in. nagrodę Nobla.
W książce Man, Economy, and State Rothbard dokonuje podziału różnych typów interwencji państwa na trzy kategorie: „interwencję autystyczną”, która jest ingerencją w niezwiązane z wymianą aktywności prywatnych osób; „interwencję binarną” polegająca na wymuszaniu wymiany pomiędzy jednostkami i państwem; oraz „interwencja trójkątną”, która jest wymianą pomiędzy jednostkami sankcjonowaną przez państwo. Według Sanforda Ikedy, typologia Rothbarda „eliminuje luki i niespójności pojawiające się w pierwotnych opracowaniach Misesa”.
Man, Economy, and State w ostatnim rozdziale prezentuje pełną klasyfikację i analizę typów rządowych interwencji w gospodarkę. Jeden z fragmentów wystawia na krytykę standardowe kanony sprawiedliwości podatkowej; polemizował z antyrynkowymi argumentami bazującymi na „szczęściu”, które stały się bardzo wpływowe za sprawą publikacji Johna Rawlsa i jego następców. Powyższa część książki pojawiła się w oryginalnym wydaniu jedynie w okrojonej formie. Pełna publikacja pojawiła się wyłącznie w 1972 roku pod tytułem „Władza a rynek” (Power and Market; w Polsce całość wydana pod tytułem „Interwencjonizm, czyli władza a rynek”, wyd. Fijorr Publishing). Kompletne wydanie Man, Economy, and State w postaci, jakiej oczekiwał Rothbard, jest obecnie dostępne na stronach amerykańskiego Instytutu Misesa.
W swoim bardzo ważnym artykule: Toward a Reconstruction of Utility and Welfare Economics (1956) pokazywał, że jeżeli przyjmuje się, iż użyteczność jest porządkowa, a nie kardynalna, to antyrynkowe poglądy większości ekonomistów popierających ideę nowoczesnego państwa opiekuńczego powinny zostać odrzucone. Ścisłe zastosowanie preferencji zademonstrowanych pozwala stwierdzić, że uczestnicy dobrowolnej wymiany oczekują korzyści ex ante. Ekonomista, tak długo jak pozostaje obiektywny, więcej powiedzieć już nie może.
Prace Rothbarda dotyczące teorii ekonomii są dostępne w wydanym pośmiertnie, dwutomowym zbiorze The Logic of Action (1997).
Dużo uwagi poświęcił teorii pieniądza. Kładł nacisk na zalety klasycznego standardu złota oraz popierał 100%-owe pokrycie pieniądza w złocie. Utrzymywał, że zapobiegnie to ekspansji kredytowej, która, zgodnie z austriacką teorią cykli koniunkturalnych rozwijaną przez Misesa i Hayeka, mogłaby prowadzić do kryzysu ekonomicznego. Swoje poglądy podsumował w pamflecie What Has Government Done to Our Money? (1964). Napisał podręcznik The Mystery of Banking (1983).
Rothbard pokazał, że teoria austriacka mogła przynieść nowe interpretacje historii ekonomii w dziele America’s Great Depression (polskie wydanie ─ „Wielki Kryzys w Ameryce” ─ został opublikowany przez Instytut Ludwiga von Misesa). Główną tezą książki było twierdzenie, że wielki kryzys ilustruje raczej zagrożenia, jakie wiążą się z ingerowaniem rządu w gospodarkę, nie jest zaś dowodem na porażkę nieregulowanego kapitalizmu. Twierdził w niej że upadek gospodarki rynkowej był konieczną korektą sztucznego ożywienia zainicjowanego przez Rezerwę Federalną w ramach polityki ekspansji pieniądza w latach 20, a wysiłki rządu, zorientowane na wyjście z kryzysu, tylko pogarszały sprawę.
Formułując ten argument, Rothbard stał się pionierem w „rewizjonizmie polityki Hoovera”. W opozycji do idei promowanych przez samego Herberta Hoovera i jego zwolenników, Hoover nie był przeciwnikiem wielkiego rządu. Na odwrót, polityka gospodarcza Hoovera, miałaby być tak naprawdę przedsmakiem New Deal. 
Dla Rothbarda polityka wobec banków była kluczem do historii amerykańskiej ekonomii. Skupiał swoją uwagę na identyfikowaniu poszczególnych aktorów i interesów stojących za decyzjami o wymiarze historycznym. Walka pomiędzy współzawodniczącymi kołami bankowymi J.P. Morgana i Johna D. Rockefellera co rusz figuruje w jego artykułach, zebranych w książce A History of Money and Banking in the United States (1999).

## Dzieła szkoły austriackiej
Szkoła austriacka usiłuje odkryć prawa (nazywane przez przedstawicieli nurtu „aksjomatami”) rządzące ludzkimi działaniami (w tradycji austriackiej nazywa się to „prakseologią”). Popiera ona gospodarkę wolnorynkową i krytykuje gospodarkę sterowaną odgórnie. Wpływowymi przedstawicielami tego nurtu byli Eugen von Böhm-Bawerk, Friedrich Hayek oraz Ludwig von Mises. Rothbard uzasadniał, że cała austriacka teoria ekonomiczna rozwiązuje logiczną implikację, jaką jest fakt zaangażowania ludzi w celowe działania.
Zgodnie ze swoimi wolnorynkowymi poglądami twierdził, że ochrona jednostki oraz obrona narodowa powinny być raczej zapewniane przez wolny rynek niż przez przymusowy rządowy monopol. Był zaciekłym krytykiem ekonomii w wydaniu Keynesa podobnie jak utylitarystycznej teorii filozofa Jeremy’ego Benthama.
Rothbard posiadał także szeroką wiedzę z dziedziny historii i filozofii politycznej. Jego książki, takie jak Man, Economy, and State, Interwencjonizm, czyli władza a rynek, The Ethics of Liberty i For a New Liberty są uważane za klasyczne pozycje z zakresu prawa naturalnego i myśli liberalnej, łączące w sobie filozofię libertariańskich praw naturalnych, antyrządowego anarchizmu oraz perspektywy wolnorynkowej w analizie szeregu współczesnych kwestii socjalnych i ekonomicznych. Rothbard pisał także obszernie na temat historii myśli ekonomicznej, studiując szkoły ekonomiczne funkcjonujące przed Adamem Smithem takie, jak scholastyka i fizjokratyzm i komentując w swojej nieukończonej, wielotomowej pracy pod tytułem An Austrian Perspective on the History of Economic Thought.
Rothbard pisze w swojej książce „Interwencjonizm, czyli władza a rynek”, że rola ekonomisty na wolnym rynku jest ograniczona, ale z kolei rola i władza ekonomisty pracującego dla rządu, który czynnie interweniuje na rozwijającym się rynku, generując przez to problemy wymagające dalszej diagnozy oraz politycznej rekomendacji jest znaczna. Argumentuje, że te proste uprzedzenia wynikające z obrony własnego interesu wpływają na poglądy wielu ekonomistów, którzy są zwolennikami rosnącego interwencjonizmu państwa.
Rothbard stworzył również „prawo Rothbarda” mówiące, że „ludzie mają tendencję do specjalizowania się w tym, w czym są najgorsi. Henry George na przykład jest wspaniały we wszystkim poza nieruchomościami, więc dlatego 90% jego twórczości dotyczy nieruchomości. Friedman znakomicie odnajduje się we wszystkim poza pieniądzem, zatem koncentruje się na pieniądzu”.

### Własność
W książce The Ethics of Liberty Rothbard twierdzi, że prawo do totalnej własności jest jedyną zasadą kompatybilną z kodeksem moralnym danym każdemu człowiekowi – „uniwersalną etyką” – oraz że to prawo naturalne jest naturalnie najlepsze dla człowieka. Wierzył, że w rezultacie jednostki otrzymują owoce swojej ciężkiej pracy. W związku z tym każdy ma prawo do wymiany swojej własności z innymi. Ponadto jeśli jednostka łączy swoją pracę fizyczną z nienależącą do nikogo ziemią, wówczas jest właściwym właścicielem i z tego punktu widzenia wynika, że tylko prywatna nieruchomość może być przedmiotem wymiany handlowej lub darowizny. Rothbard argumentował, że taka ziemia nie będzie miała tendencji do pozostawania w stanie nieużywania, jeśli sens ekonomiczny nie wskaże, że nie ma potrzeby jej używać.

### Egalitaryzm
Tytułowy esej Murraya Rothbarda z książki wydanej w roku 1974 pod tytułem Egalitarism as a Revolt Against Nature and Other Esseys stanowił, że „równość nie jest naturalnym porządkiem rzeczy, a krucjata by uczynić wszystkich równymi w każdej dziedzinie (z wyjątkiem równości wobec prawa) będzie miała katastrofalne skutki”. W eseju Rothbard pisał też: „w sercu egalitarnej lewicy znajduje się patologiczne przekonanie, że nie ma żadnej struktury rzeczywistości; że cały świat jest tabula rasa, którą można zmienić w każdym momencie, w każdym pożądanym kierunku dzięki niewielkiemu wysiłkowi ludzkiej woli”. Rothbard uważał także, że etatyści hamują badania akademickie z powodów rasowych, by wspierać swoje cele, jakimi jest wykorzystanie państwa do forsowania egalitarnych celów.
W artykule z roku 1963 pod tytułem „Negro revolution” Rothbard napisał: „Rewolucja etniczna ma pewne elementy, które libertarianin musi popierać, inne, którym musi być przeciwny. W ten oto sposób libertarianin oponuje obowiązkowej segregacji i polityce brutalności, ale też przeciw przymusowej integracji i takim absurdom jak parytet etniczny w podziale pracy”. Według biografa Rothbarda, Justina Raimondo, Rothbard uważał Malcolma X za „wielkiego lidera”, a Martina Luthera Kinga za faworyzowanego przez białych, ponieważ „był główną siłą powstrzymującą rozwój rewolucji etnicznej”. Porównał również użycie żołnierzy do tłumienia zamieszek po zabójstwie Kinga do interwencji w Wietnamie.

### Anarchokapitalizm
Rothbard zaczął się uważać za anarchistę w dziedzinie prywatnej własności w latach 50., a następnie zaczął używać słowa „anarchokapitalista”. Napisał: „kapitalizm jest najpełniejszą ekspresją anarchizmu, a anarchizm jest najpełniejszą ekspresją kapitalizmu”. W swoim anarchokapitalistycznym modelu system agencji ochronnych współzawodniczy na wolnym rynku oraz jest ochotniczo wspierany przez konsumentów, którzy dokonują wyboru usług ochroniarskich oraz sądowniczych. Anarchokapitalizm miałby oznaczać koniec monopolu państwa w sferze użycia siły. Rothbard potępiał na równi związki, które dostrzegał pomiędzy wielkim biznesem oraz wielkim rządem. Cytował wiele przykładów, w których elity gospodarcze przeciągały na swoją stronę władzę rządowych monopoli, aby wpływać na prawo oraz politykę regulacyjną, w celu uzyskania korzyści na koszt swoich rynkowych rywali. Krytykował „mgliste oddanie Wielkiemu Biznesowi” Ayn Rand, która „jest zbyt emocjonalnie związana uwielbieniem dla Bohatera ─ Wielkiego Biznesu, aby przyznać, że to właśnie konkretnie Wielki biznes jest w dużej mierze odpowiedzialny za XX-wieczny marsz w kierunku agresywnego etatyzmu”. Według Rothbarda jednym z przykładów takiego kumoterstwa były dotacje na monopolistyczne przywileje w sektorze kolejowym.

### Wolny rynek walutowy
Rothbard wierzył, że monopolistyczna władza rządu nad drukowaniem i dystrybucją pieniędzy była z natury niszcząca i nieetyczna. Od Misesa i Hayeka zaczerpnął przekonanie dot. cykli koniunkturalnych, według którego nadmierna ekspansja kredytowa w sposób nieunikniony prowadzi do katastrofalnie błędnej alokacji zasobów finansowych, pociągając za sobą niezrównoważoną bańkę kredytową i w ostateczności depresję gospodarczą. Z tego powodu silnie przeciwstawiał się bankowości centralnej oraz częściowej rezerwie bankowej funkcjonującej w ramach pieniądza fiducjarnego, etykietując to jako „zalegalizowane fałszerstwo”. Nazywał schematem Ponziego rządowy zakaz używania walut towarowych jako prawnego środka płatniczego, od którego obywatele nie mogą uciec.
Silnie popierał pełne pokrycie waluty w rezerwach bankowych (100%-owa rezerwa bankowa) oraz dobrowolny, pozarządowy standard złota. Ewentualnie proponował jako drugie – prawie tak samo dobre rozwiązanie – wolną bankowość (którą Rothbard nazywał „wolnym rynkiem pieniądza”).
W odniesieniu do funkcjonującej obecnie centralnie zarządzanej, cząstkowej rezerwy bankowej opartej na systemie pieniądza fiducjarnego, Rothbard wyrażał następujące poglądy:
„W jaki sposób możemy powrócić do zdrowego, nieinflacyjnego rynku walutowego w przypadku, gdy mamy do czynienia z fatalną sytuacją monetarną, rezerwami banków na poziomie 2,5%, niekontrolowanym Fed oraz światem pieniądza fiducjarnego? Po dyskusji przedstawionej w tej pracy cele powinny być jasne: (a) powrót do standardu złota ─ standardu towarowego nieutrudnianego przez interwencję rządów; (b) zakazać funkcjonowanie systemu Rezerwy Federalnej oraz powrócić do wolnej i konkurencyjnej bankowości; (c) oddzielić rząd od pieniędzy oraz (d) albo zmusić banki komercjalne do systemu 100% rezerwy, albo co najmniej przejść do systemu, gdzie każdy bank przy najmniejszym sygnale niezdolności do płatności swoich należności jest zmuszany do błyskawicznego bankructwa i likwidacji. Preferowane byłoby zdelegalizowanie rezerwy cząstkowej w przypadku, gdyby było to jeszcze możliwe; zaś w przypadku problemów w tej materii, w szczególności w obliczu ciągle wprowadzanych innowacji finansowych, wolna bankowość byłaby atrakcyjną alternatywą”.

## Inne zajęcia
Rothbard wykraczał daleko poza ekonomię w swoich dziełach dotyczących historii. W czterotomowym wydaniu książki Conceived in Liberty (1975-1979) zaprezentował rozliczenie z amerykańską historią kolonialną, podkreślając libertariańskie korzenie przodków amerykańskiej rewolucji. Sprzeciwiał się podkreślaniu istotność nowoangielskiego purytanizmu, a zalety i militarne przywództwo Jerzego Waszyngtona mu nie imponowały. Uważał że Artykuły Konfederacji nie były zbyt słabym porozumieniem, które musiało zostać zastąpione przez bardziej federalistyczną Konstytucję, stwierdzając że Artykuły same w sobie umożliwiały zbyt wielkie skupienie władzy.

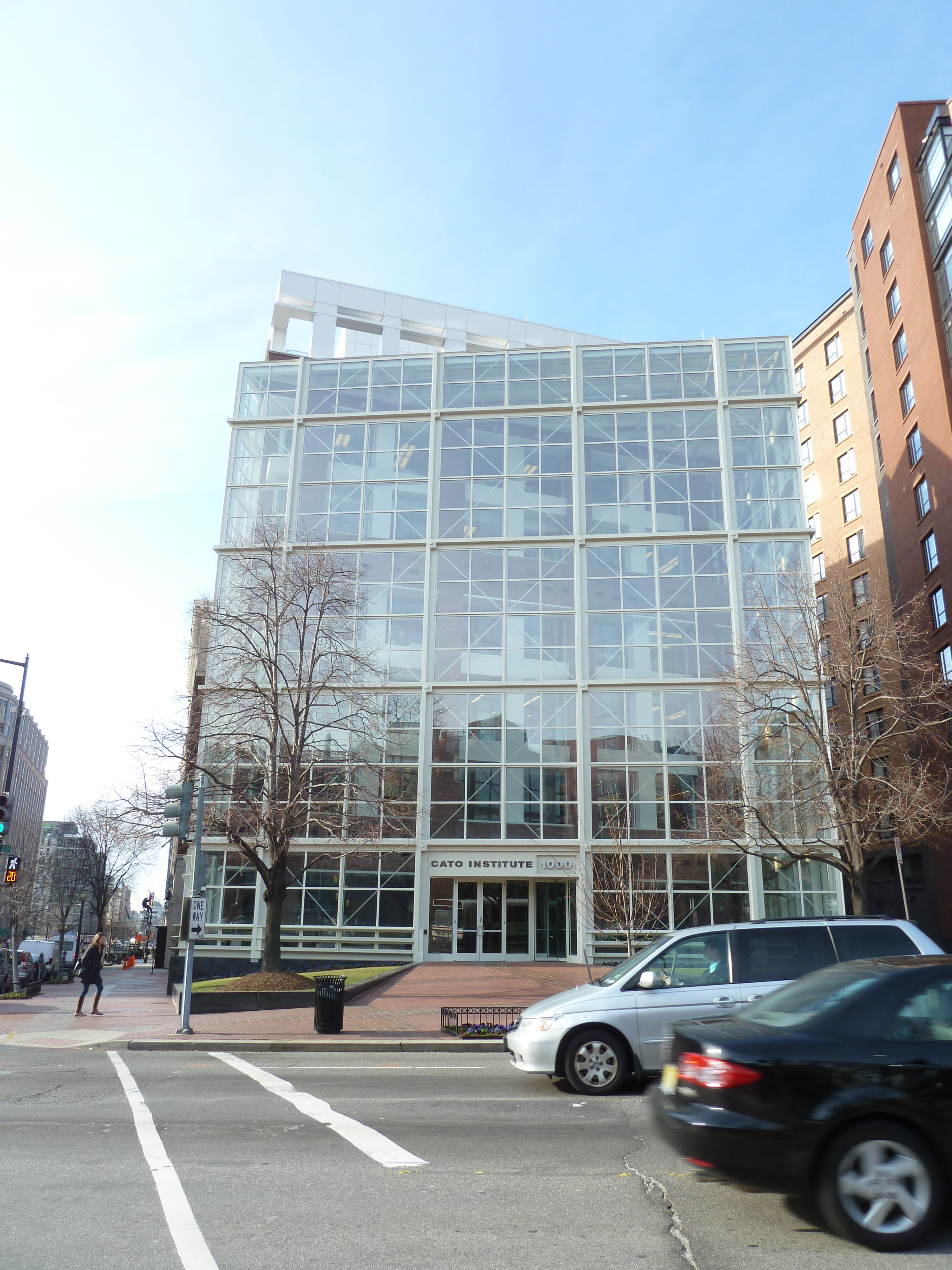
Siedziba Cato Institute w 2013

W 1974, wraz z Edem Creanem, oraz Charlesem Kochem założył the Charles Koch Foundation, które w 1976 zmieniło nazwę na Cato Institute. Aktualnie jest to jeden z największych amerykańskich think tanków promujących leseferyzm.
W 1976 roku założył Center for Libertarian Studies, a w 1976 Journal of Libertarian Studies. Był wiceprezydentem założonego w 1982 roku Ludwig von Mises Institute. W 1987 roku założył Review of Austrian Economics, które obecnie ukazuje się jako Quarterly Journal of Austrian Economics.
W latach 70. i 80. Rothbard aktywnie działał w amerykańskiej Partii Libertariańskiej. Często angażował się w wewnętrzną politykę partii, działając wraz z Justinem Raimondo, Billem Eversem i Ronem Paulem oraz spierając się z Edem Crane’em i zwolennikami Russela Meansa. W 1989 r. Rothbard opuścił Partię Libertariańską i rozpoczął odbudowę stosunków z prawicą okresu post-zimnowojennego. Był prezesem założycielem konserwatywno-libertariańskiego Klubu Johna Randolpha (ang. John Randolph Club) i wspierał kampanię prezydencką Patricka Buchanana w 1992 roku. Jednak tuż przed śmiercią Rothbard rozczarował się co do ruchu Buchanana.
Chociaż zwykle pozostawał w zgodzie z poglądami Misesa, nie zgadzał się z nim w kwestii etyki. Mises utrzymywał bowiem, że sądy etyczne były subiektywne: ostateczne twierdzenia nie podlegają racjonalnej ocenie. Rothbard uważał że w wymaganiach ludzkiej natury można doszukać się obiektywnej etyki. Swoje podejście, inspirowane Arystotelesem i tomizmem, zaprezentował w pracy z dziedziny filozofii politycznej Ethics of Liberty z 1982 r..
W jego systemie etyki politycznej podstawową zasadą jest własność. Gdy mamy do czynienia z koncepcją własności, obowiązkowy monopol państwa w sferze obronności jest nieuprawniony[wymaga doprecyzowania]; dodatkowo Rothbard usiłuje obalić argumenty zwolenników minimalnej roli państwa, wśród których wiodącą rolę odgrywa Robert Nozick.[czy to ważne?].

### Nieinterwencjonizm
Wierząc że „wojna jest zdrowiem państwa” przeciwstawiał się agresywnej polityce zagranicznej. Krytykował imperializm i powstanie amerykańskiego mocarstwa, które według niego potrzebowało wojny, aby uzasadniać swoje istnienie, a także by rozszerzać swoją globalną kontrolę. Jego niechęć do amerykańskiego imperializmu doprowadziła nawet do zarówno zachwycania się, jak i ubolewaniem nad przeprowadzonym przez CIA zamachem na marksistowskiego rewolucjonistę Che Guevarę w roku 1967, ogłaszając, że „jego wróg był naszym wrogiem”. Rothbard był przekonany, że zaprzestanie kolejnych wojen było niezbędne, a wiedza o tym, jak rząd nakłonił obywateli do wcześniejszych, była ważna.
Swoje poglądy rozwinął w dwóch esejach: „War, Peace, and State” oraz „The Anatomy of State”. Wykorzystał spostrzeżenia teoretyków elitaryzmu - Vilfreda Pareto, Gaetano Mosci oraz Roberta Michelsa, aby zbudować model kadry, celów i ideologii państwowej. W nekrologu poświęconym historykowi Harry’emu Elmerowi Barnesowi Rothbard tłumaczy, dlaczego wiedza historyczna jest ważna:
„Nasze przystąpienie do II wojny światowej było znaczącym aktem narzucania stałej militaryzacji gospodarce i społeczeństwu, a to przyniosło państwu ciągły stan wyjątkowy, nadmiernie rozbudowany kompleks przemysłowo-militarny, stały pobór do wojska. To był znaczący akt stworzenia mieszanej gospodarki kierowanej przez Wielki Rząd, system zmonopolizowanego przez państwo kapitalizmu, sterowanego przez rząd we współpracy z Wielkim Biznesem i Wielkim Ruchem Związkowym”.
Rothbard wyjaśniał swoje poglądy na temat zasad libertariańskiej polityki zagranicznej w wywiadzie z roku 1973: „zminimalizować władzę Państwa tak bardzo, jak to możliwe, prawie do zera, zaś izolacjonizm jest pełnym wyrazem polityki zagranicznej zgodnym z celem polityki wewnętrznej redukującej władzę Państwa.” Następnie nawoływał do wstrzymania się przez Amerykę od jakiejkolwiek militarnej, politycznej oraz gospodarczej interwencji”. W artykule For a New Liberty pisze: „w czystym libertariańskim świecie nie byłoby „polityki zagranicznej”, ponieważ nie byłoby Państwa, rządów mających przymusowy monopol nad poszczególnymi obszarami”.
W dziele War Guilt in the Middle East Rothbard opisuje ze szczegółami izraelską „agresję przeciwko bliskowschodnim Arabom”, konfiskacyjną politykę oraz jego „odmowę powrotu uchodźców i zwrotu zagrabionych nieruchomości”. Rothbard krytykował też „zorganizowany anty-antysemityzm”, którego doświadczali krytycy Izraela oraz nazywał terroryzmem działania USA, Izraela i innych nacji, będące dla niego „działaniami odwetowymi” przeciw niewinnym ludziom, ponieważ nie mogli określić z maksymalną dokładnością faktycznych sprawców. Twierdził, że żaden odwet na rannych i niewinnych ludziach nie jest usprawiedliwiony, pisząc: „to nic innego jak apologia dla nieustannego i niekończącego się masowego mordu”.

### Poglądy polityczne
Rothbard zmodyfikował słynne powiedzenie Marksa: życzył sobie zarówno zrozumieć, jak i zmienić świat. Usiłował przełożyć idee, które rozwijał w pracach teoretycznych na potrzeby bieżącej polityki oraz wnieść libertariarne poglądy do głównej debaty publicznej.
Jego poparcie dla idei nieinterwencji w polityce zagranicznej zaprowadziło go do opowiedzenia się po stronie frakcji Old Right i jej liderów: Johna T. Flynna, Gareta Garretta i innych przedwojennych „izolacjonistów” dzielących poglądy Rothbarda na bliski związek pomiędzy siłą państwa i wojowniczą polityką zagraniczną.
Całkiem inna sytuacja dotyczyła powojennego konserwatyzmu. Choć Rothbard był początkowo współpracownikiem National Review należącego do Williama Buckleya, odrzucił agresywne dążenia do zimnej wojny wspierane przez Buckleya i takich członków jego ekipy wydawniczej jak James Burnham czy Frank S. Meyer. Z podobnych powodów potępił ich neokonserwatywnych następców. Kontynuował pragmatyczną politykę chwilowych aliansów z poszczególnymi grupami, pozostając w opozycji do militaryzmu i interwencji zagranicznych. Wyłożył swoje polityczne stanowisko w eseju pod tytułem „Left and Right: The Prospects for Liberty”, opublikowanym w założonym przez niego czasopiśmie „Left and Right”. Zawierało ono główne teksty traktujące o rewizjonistycznej historii i polityce zagranicznej. Wydawane było w latach 1965–1968.
Aby poszerzyć wpływ myśli libertariańskiej na świat akademicki, Rothbard założył Journal of Libertarian Studies w roku 1977. Czasopismo wystartowało od sympozjum na temat książki Roberta Nozicka pod tytułem Anarchia, państwo, utopia. Do dziś pozostaje ono najważniejszym pismem otwartym na idee libertariańskie.
Rothbard założył w roku 1987, wydawane do dziś, czasopismo „Review of Austrian Economics”, aby dostarczyć przestrzeni dla ekonomistów i innych osób zainteresowanych  szkołą austriacką. Od 1997 roku wydawane jest pod nazwą „Quarterly Journal of Austrian Economics”.

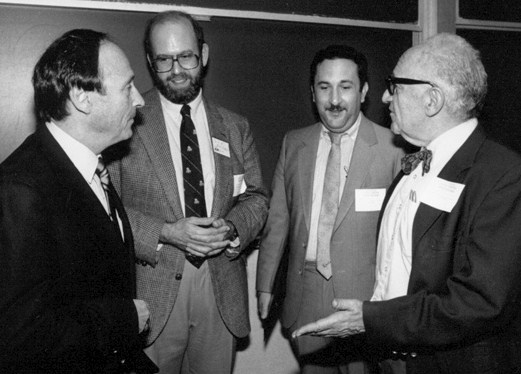
Murray Rothbard, Lew Rockwell, David Gordon oraz Burton Blumert, członkowie Ludwig von Mises Institute.

Innym pismem, które założył, było „The Libertarian Forum” zawierające jego tematyczne komentarze z okresu 1969-1984. Prezentował także rozliczenie z libertarianizmem w „For A New Liberty” (1973).
Według Rothbarda Adam Smith, wbrew generalnemu przekonaniu, nie był założycielem nowoczesnej ekonomii. Jego obrona laborystycznej teorii wartości, zmodyfikowana i kontynuowana Davida Ricardo i jego następców skierowała całą ekonomię na niewłaściwy tor. Bohaterami pracy Rothbarda byli hiszpańscy scholastycy, którzy na długo przed Smithem rozwinęli subiektywną teorię wartości oraz takie postacie jak Cantillon, Turgot czy Say.
Skrytykował myśl religijną, która zapowiadała marksizm, jak również stworzył portret osobowości i myśli Johna Stuarta Milla.
Był blisko związany z Instytutem Ludwiga von Misesa od czasów jego założenia w roku 1982 przez Llewellyna H. Rockwella Jr. Organizacja ta stała się główną siłą napędową promującą jego idee, a on sam zajmował stanowisko wiceprzewodniczącego.

## Życiorys

### Stopnie naukowe
- licencjat z matematyki, Uniwersytet Columbia (1945)
- magisterium z ekonomii, Uniwersytet Columbia (1946)
- doktorat z ekonomii, Uniwersytet Columbia (1956)

### Stanowiska uniwersyteckie
- wykładowca akademicki, City College of New York (1948-1949)
- Profesor ekonomii, Polytechnic Institute of Brooklyn (1963-1985)
- Wiceprzewodniczący do spraw akademickich, Ludwig von Mises Institute (1982-1995)
- S.J. Hall Distinguished Professor of Economics, University of Nevada, Las Vegas (1986-1995)

### Inne stanowiska
- starszy analityk, William Volker Fund (1951-1962)
- wydawca, Left and Right (1965-1968)
- założyciel, Center for Libertarian Studies (1976)
- stały wykładowca, Cato Institute (1977)
- założyciel, Journal of Libertarian Studies (1977)
- wydawca, Journal of Libertarian Studies (1977-1995)
- konsultant, U.S. Commission on Gold (1981-1982)
- założyciel, The Review of Austrian Economics (1987)
- wydawca, The Review of Austrian Economics (1987-1995)

### Publikacje
Oprócz teorii ekonomicznej i politycznej w swoich pracach Rothbard zajmował się także tematyką historii ekonomii. Badał i opisywał szkoły ekonomiczne z epok poprzedzających Adama Smitha, między innymi scholastyków i fizjokratów.
- Wielki Kryzys w Ameryce, Instytut Misesa (pdf) (pol.)
- An Austrian Perspective on the History of Economic Thought (Historia myśli ekonomicznej z perspektywy szkoły austriackiej) – niedokończone wielotomowe dzieło poświęcone ekonomicznej szkole austriackiej
- Ethics of Liberty (Etyka wolności)
- Man, Economy, and State(Człowiek, gospodarka i państwo) (pdf) (ang.)
- Power and Market (Władza i rynek)
- Sociology of the Ayn Rand Cult (Socjologia kultu Ayn Rand), esej
- O nową wolność. Manifest libertariański (For a New Liberty: The Libertarian Manifesto), Fundacja Odpowiedzialność Obywatelska (online) (pol.)
- Złoto, banki, ludzie – krótka historia pieniądza (What Has Government Done to Our Money), Fijorr Publishing (pdf) (pol.)
- Ekonomia wolnego rynku – tom 1, 2 i 3 (Man, Economy, and State), Fijorr Publishing
- Tajniki Bankowości, Fijorr Publishing
- Egalitaryzm, jako bunt przeciw naturze, Fijorr Publishing
- Etyka wolności. mises.org. [zarchiwizowane z tego adresu (2013-11-26)]., Fijorr Publishing (pdf) (ang.)
- Edukacja – wolna i przymusowa[64]

### Zasoby
- „Manifest Libertariański” Murray Rothbard (online) (pol.)
- Co rząd zrobił z naszym pieniądzem (pdf) (pol.)
- What Has Government Done to Our Money? (pdf) (ang.)
- Pełna bibliografia (pdf) (ang.)
- America’s Great Depression (pdf) (ang.)
- For a New Liberty: The Libertarian Manifesto (pdf) (ang.)
- Man, Economy, and State (pdf) (ang.)
- The Ethics of Liberty (pdf). mises.org. [zarchiwizowane z tego adresu (2013-11-26)]. (ang.)